# Psy from the Psycho World!
Psy from the Psycho World – debiutancki album studyjny południowokoreańskiego rapera PSY. Został wydany 12 stycznia 2001 roku przez iTunes i 18 stycznia w Korei Południowej. Głównym utworem z płyty jest „Sae” (kor. 새). Utwór „I Love Sex” jest remakiem piosenki „I Love X” piosenkarki Lee Jung-hyun. Sprzedał się w nakładzie 124 656 egzemplarzy w Korei Południowej (stan na 2001 rok).

## Lista utworów
| Nr  | Tytuł                                                               | Słowa                                    | Aranżacja               | Czas |
| --- | ------------------------------------------------------------------- | ---------------------------------------- | ----------------------- | ---- |
| 1.  | "Intro"                                                             | Psy                                      | Psy                     | 1:50 |
| 2.  | "Lady"                                                              | Psy                                      | Psy                     | 3:43 |
| 3.  | "Sae" (kor. 새)                                                     | Psy                                      | Robbie van Leeuwen, Psy | 3:13 |
| 4.  | "Kkeut" (kor. 끝)                                                   | Psy                                      | Psy                     | 3:51 |
| 5.  | "Naege matgyeobwa" (kor. 나에게 맡겨봐)                             | Psy                                      | Psy                     | 3:20 |
| 6.  | "Life" (feat. Ray Jay, Yota, Digital Masta, Small)                  | Psy, Ray Jay, Yota, Digital Masta, Small | Psy                     | 4:29 |
| 7.  | "Donggeodongnak" (kor. 동거동락)                                    | Psy                                      | Psy                     | 3:30 |
| 8.  | "Freedom"                                                           | Psy, 아치                                | Psy                     | 3:38 |
| 9.  | "Seongnyangpal-i sonyeo" (kor. 성냥팔이 소녀)                       | Psy                                      | Psy                     | 3:19 |
| 10. | "No. 1"                                                             | Psy                                      | Psy                     | 3:22 |
| 11. | "I Love Sex" (feat. Cho PD)                                         | Psy, Cho PD                              | Psy, Cho PD             | 3:51 |
| 12. | "Shocking! Yanggajip gyusu" (kor. 쇼킹! 양가집 규수)                | Psy                                      | Psy                     | 3:08 |
| 13. | "Seonggongui eomeoni" (kor. 성공의 어머니)                          | Psy                                      | Psy                     | 3:41 |
| 14. | "Noraboja" (kor. 놀아보자)                                          | Psy                                      | Psy                     | 3:30 |
| 15. | "2 Seui Cheo" (kor. 2세의 처) (feat. Ray Jay, Digital Masta, Small) | Psy, Ray Jay, Digital Masta, Small       | Psy                     | 3:47 |
| 16. | "Bullyun" (kor. 불륜)                                               | Psy                                      | Psy                     | 3:28 |
| 17. | "Gyejimnyeo" (kor. 계집녀)                                          | Psy                                      | Psy                     | 3:30 |
| 18. | "Upskail Phenomenon"                                                | Psy, 아치                                | Psy                     | 3:28 |
| 19. | "Modern Times"                                                      | Psy, Yolisa                              | Psy                     | 3:27 |
| 20. | "Outro"                                                             |                                          | Psy                     | 2:14 |